# A város és a csillagok
A város és a csillagok (The City and the Stars) Arthur C. Clarke 1956-os sci-fi regénye.

## Cselekmény
|  | Alább a cselekmény részletei következnek! |

A történet a távoli jövőben játszódik a Földön. A világ pusztulóban, a tengerek, óceánok rég kiszáradtak. Mindent sivatag borít.
Egyedül egy városban van még élet, Diasparban. A várost magas, áthatolhatatlan falak és egy kupola védi a külső világtól. Lakói nem hagyhatják el a várost, ám nem is akarja senki, hiszen nincs kint semmi, és betegesen fél mindenki már csak a gondolattól is. Életükről egy szuperszámítógép gondoskodik. Az emberek nem halnak meg soha, haláluk napján az emlékeik visszatérnek a központi adatbankba, majd egy későbbi alkalommal újjászületnek. Az emberek kb. 20 éves korukban visszakapják az előző életük emlékeit. Nincs igazi halál, de nincs igazi születés sem. Hogy az élet ne legyen teljesen kiszámítható, a városnak van egy mókamestere, akinek feladata a nyugalmat kicsit megzavarni. Mindent tud a városról, amit csak tudni lehet, hogy a terveit meg tudja valósítani.
Azonban teljesen váratlanul születik egy fiú, Alvin, aki miután felnőtt lesz, kiderül, hogy nem rendelkezik korábbi emlékekkel. Neki ez az első élete. Ám más furcsaság is van vele, hiányzik belőle a külvilágtól való félelem. Helyette inkább túlzott kíváncsiság a külvilág felé. Óriási energiákat fektet tervébe, hogy ő lesz az első ember, aki elhagyja a várost. Ebben segítségére lesz a városi szuperszámítógép, aki különös módon nem akadályozza tervét. Másik segítője a mókamester, akinél senki sem ismeri jobban a várost.
Alvin kutatásai során rátalál egy földalatti állomására, ahonnan több irányba is sín vezet alagúton át a városon kívülre. De már csak egy irány járható: Lys. Vállalva a veszélyt, beszáll egy járműbe és elhagyja Diaspart.
Lys ellentéte Alvin otthonának. Az embereken kívül állatok is élnek és hiányzik a mindent elborító, megkönnyítő csúcstechnológia. A város lakói rövidebb ideig élnek, és csak egy életük van.
Alvin a lakosoktól sok mindent megtud a világ múltjáról: az űrből támadók érkeztek, óriási csaták voltak, melyben még a Hold is elpusztult. Az emberiség vesztett, de kegyelmet kapott. Büntetésül megtiltották az embereknek a repülést. Se az űrben, se a Földön. A csata után az emberek a városok közt föld alatti alagutakon közlekedtek. Minden város megpróbálta feldolgozni a tragédiát, ám sorra elnéptelenedtek. Egyedül két városnak sikerült: Diasparnak és Lysnek. A két város más-más stratégiát dolgozott ki.
Diaspar a csúcstechnológiát hívta segítségül, míg Lys visszatért a természethez.
Alvin tovább nyomoz, melynek során eljut a legnagyobb csata helyszínére. Itt egy vízi lénnyel találkozik és egy robot barátjával. Sok más érdekes információt tud meg, köztük megismer egy vallást is, melynek terjesztője egy Mester nevű lény. A polipszerű lény nem mondott túl sokat, szavai összefüggéstelenek voltak. A robot lett volna az egyetlen kulcs, ám programja tiltotta, hogy bármiről is nyilatkozzon addig, míg el nem jön az Istene. De hogy milyen Isten, az titokban maradt, hiszen ezt csak a lény tudta és a robot.
Alvin elcsalta a robotot a lénytől, és megtudta, hogy a Mesternek az űrhajója Diaspar mellett van. További kutatásra indult a csillagokba. Útja során több bolygót is meglátogatott, ám a bolygók még a Földtől is rosszabb állapotban voltak. Értelmes életnek nyoma sem volt, mindent visszafoglalt a természet.
Egyik bolygó holdján azonban egy hihetetlen lénnyel találkoztak: Vanamondével. Vanamonde az ősök gyermeke volt, mérhetetlen hatalommal és tudással, ehhez azonban gyermeki természettel rendelkezett. Alvinék visszaindultak a Földre, a lény azonban követte őket.
Végül a néma robotot is sikerült szóra bírni. A robot, Vanamonde, a vízi lény, Lys lakosai, Diaspar lakosai, a Szuperszámítógép együttes közreműködésével Alvin megfejtette az emberiség történetét: miután az emberek elsőnek eljutottak a világűrben a Naprendszeren túlra, összetalálkoztak más fajokkal. Az emberiség óriási önbizalommal indult el, de kétségbeesetten tért vissza a Földre. Nem volt képes feldolgozni a mérhetetlen kulturális különbségeket. Emiatt magába zárkózott, és megfogadta, addig nem lép ki az űrbe, míg méltó nem lesz rá. Az események azonban másként alakultak. A Föld elsivatagosodott, a Hold elhagyta pályáját és katasztrófával fenyegetett. Egy óriási terv keretében elpusztították a Holdat. Ez az esemény azonban később mint űrlények elleni csata jelent meg. Az emberiség egyre jobban magába zárkózott, míg végül csak két város maradt meg: Diaspar és Lys…
|  | Itt a vége a cselekmény részletezésének! |

## Kiadások

### Angol nyelven
- 1956, The City and the Stars, Harcourt, ISBN 0-15-118023-7
- 1991, The City and the Stars, Spectra, ISBN 0553288539
- 2001, The City and the Stars, Gollancz, ISBN 1857987632

### Magyarul
- A város és a csillagok. Tudományos-fantasztikus regény; ford. Vámosi Pál, tan. Kuczka Péter; Kozmosz Könyvek, Bp., 1979 (Kozmosz fantasztikus könyvek) ISBN 9632112954
- A város és a csillagok; ford. Vámosi Pál, elő- és utószford. Németh Attila; Metropolis Media, Bp., 2008 (Galaktika fantasztikus könyvek) ISBN 9632112954